# Year of the Dog (film)
Year of the Dog è un film del 2007 scritto e diretto da Mike White.
Il film è stato presentato il 20 gennaio 2007 al Sundance Film Festival.

## Trama
Peggy è una segretaria sulla quarantina la cui vita sociale e amorosa è praticamente pari a zero, l'unico legame affettivo lo ha con il suo cane, di nome Pencil. Un giorno Pencil muore per avvelenamento e Peggy cade nello sconforto, inutilmente consolata dall'amica Layla e non capita dal fratello Pier e dalla cognata Bret, troppo egoisti per capire il suo dolore.
In seguito Peggy accetta il corteggiamento del suo vicino di casa Al, concedendogli un appuntamento che inizia bene ma diventa un disastro quando la donna avverte l'insensibilità dell'uomo verso gli animali, arrivando a sospettare che possa essere lui il responsabile della morte del suo amato Pencil. Successivamente riceve una telefonata da Newt, un volontario di un centro per i diritti degli animali, che le offre la possibilità di adottare un nuovo cane; Valentine, un pastore tedesco con disturbi comportamentali. Così Peggy e Newt iniziano a frequentarsi, ma dopo essersi innamorata, le cose tra loro non vanno come lei avrebbe sperato. Ma Peggy non si perde d'animo, e dopo varie vicissitudini, prende in mano la propria vita avvicinandosi al veganismo e lottando per i diritti degli animali.